# 정길옥
정길옥(鄭吉玉, 1980년 9월 15일~)은 대한민국의 펜싱 선수로 주 종목은 플뢰레이다.
정길옥은 2005년 라이프치히에서 열린 세계 펜싱 선수권 대회에서 팀 동료 이혜선, 남현희, 서미정과 함께 플뢰레 단체전에 참가했다. 결승전에서 대한민국 국가대표팀은 루마니아와의 결승전에서 꺾으며 우승을 거두었다. 이듬해 대회에서는 전희숙, 서미정, 남현희와 더불어 단체전 동메달 결정전에서 폴란드를 이기고 동메달을 차지하였다. 그는 2008년과 2012년에 하계 올림픽을 두번 출전하였다. 개인전만 출전한 2008년 대회에서는 32강에 탈락하였다. 2012년 대회에서 그는 개인전과 단체전에 둘다 출전하였다. 개인전에서 그는 32강에서 러시아의 아이다 샤나예바를 상대로 15-14의 역전승을 거두었다. 그러나 16강에서 패해 8강 진출이 좌절되었다. 단체전에서, 그는 남현희, 전희숙, 오하나와 더불어 단체전 동메달을 획득하였다. 이 메달은 대한민국의 올림픽 펜싱 첫 단체전 메달이었다.

## 수상

### 수훈
- 체육훈장 거상장(2021년 10월 15일)